# Gustavia
Gustavia is de hoofdplaats van het Caribische eiland Saint-Barthélemy. De plaats is vernoemd naar koning Gustaaf III van Zweden nadat Zweden in 1784 het eiland kocht van Frankrijk. In 1878 verkocht Zweden het eiland weer aan Frankrijk.

## Overzicht
Gustavia ligt aan de Oscarhaven, een natuurlijke haven aan de baai. De plaats heette oorspronkelijk Carénage, maar de naam werd gewijzigd ter ere van Gustaaf III. De Zweedse geschiedenis is nog zichtbaar in de architectuur en de forten Karl, Gustav III en Oscar. Gustavia heeft zich ontwikkeld tot toeristisch centrum met hotels, restaurants, en vele luxe winkels. Kenmerkende gebouwen zijn de Anglicaanse kerk 'Saint Bartholomew' uit 1855 en de vuurtoren.
Gustavia is geen gemeente, maar maakt deel uit van Saint Barthélemy. Saint Barthélemy, het hele eiland dus, was tot 2007 wel een Franse gemeente, maar koos dan voor het zelfstandig statuut van overzeese gemeenschap.

## Transport
Gustavia kan via het vliegtuig worden bereikt vanaf Luchthaven Rémy de Haenen, maar het vliegveld is alleen geschikt voor kleine vliegtuigen. Princess Juliana International Airport in Sint Maarten wordt door de meeste internationale bezoekers gebruikt. Van de veerterminal van Gustavia vertrekken veerboten naar Marigot, Philipsburg, en Princess Juliana International Airport in Sint Maarten.

## Shell Beach

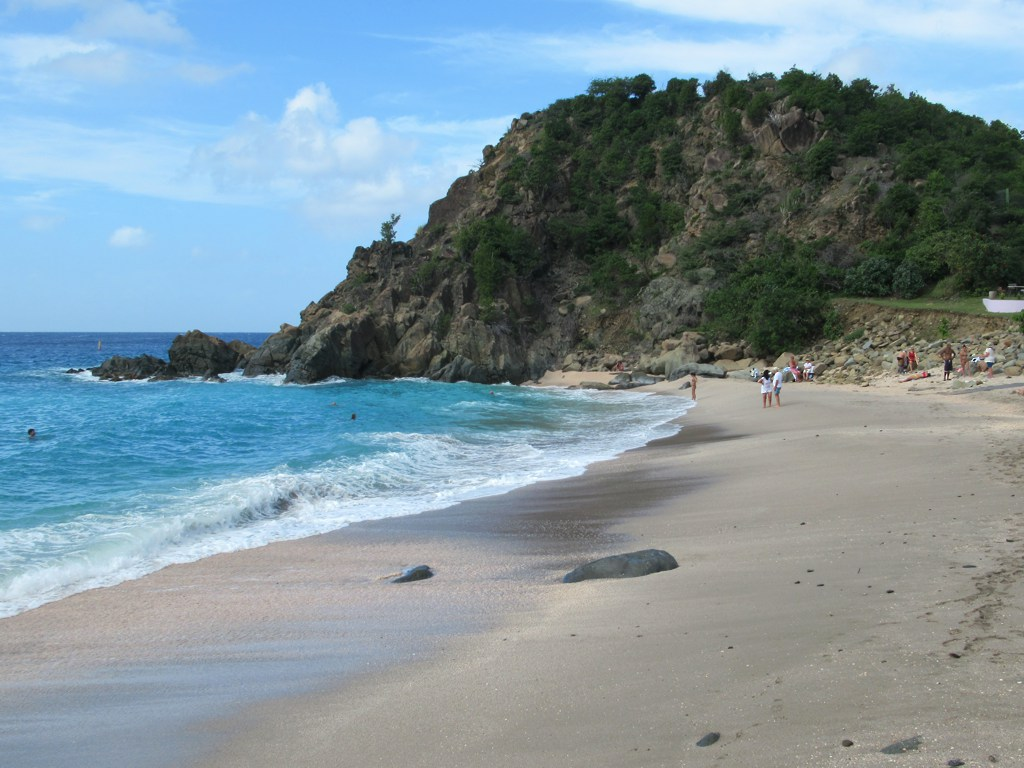
Shell Beach met de heuvel waar Fort Karl zich op bevond

Shell Beach is een strand in Gustavia op loopafstand van het centrum. Het heeft geen zand, maar bestaat uit kleine schelpjes die fijn zijn vermalen. Het strand heette oorspronkelijk Anse de Grand Galet. In de jaren 1960 en 1970 werd de haven van Gustavia uitgebaggerd en werd het zand en de schelpen gebruikt om het strand aan te leggen. Het strand is ongeveer 1 km lang, en bevindt zich ten zuiden van de ruïne van Fort Karl. Een populaire sport op Shell Beach is van de klippen in het water te springen.

## Geboren
- Eugénie Blanchard (1896–2010), non en voormalig oudste erkende levende mens

## Galerij

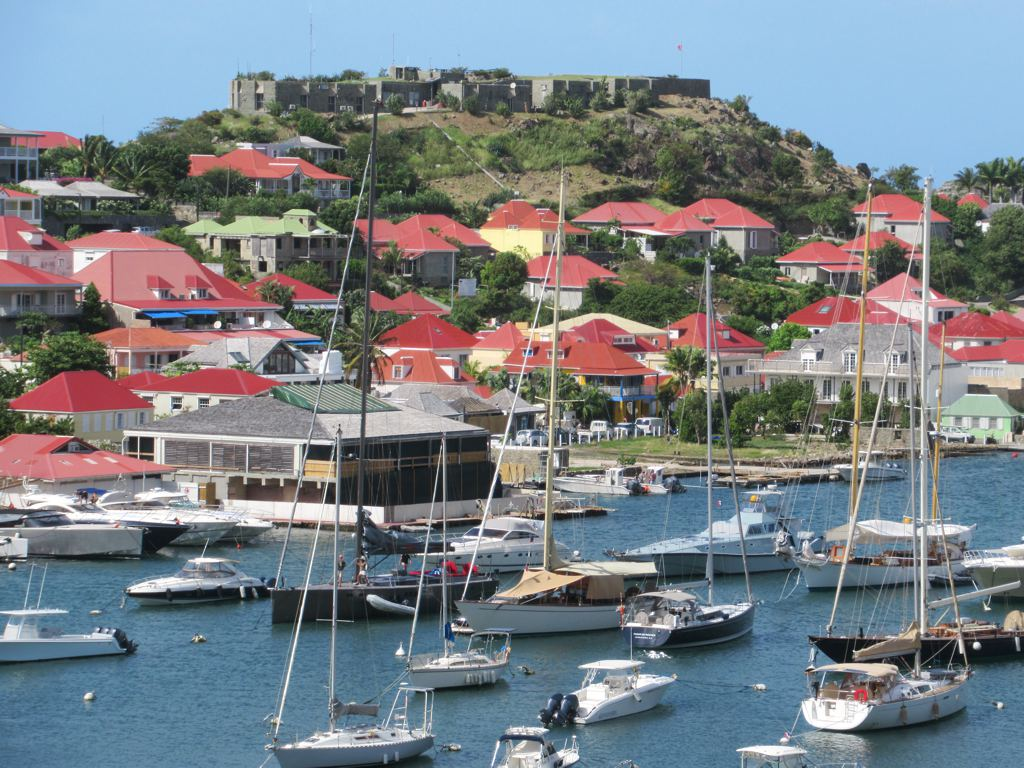
Fort Oscar gezien vanaf de jachthaven
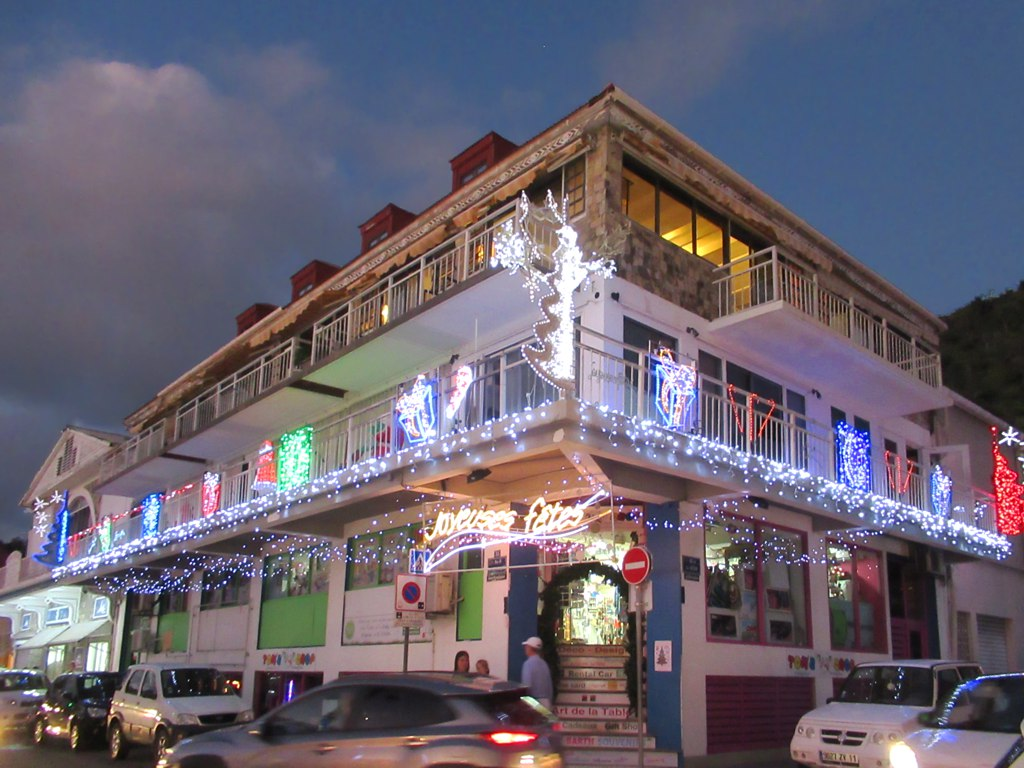
Gustavia in de avond
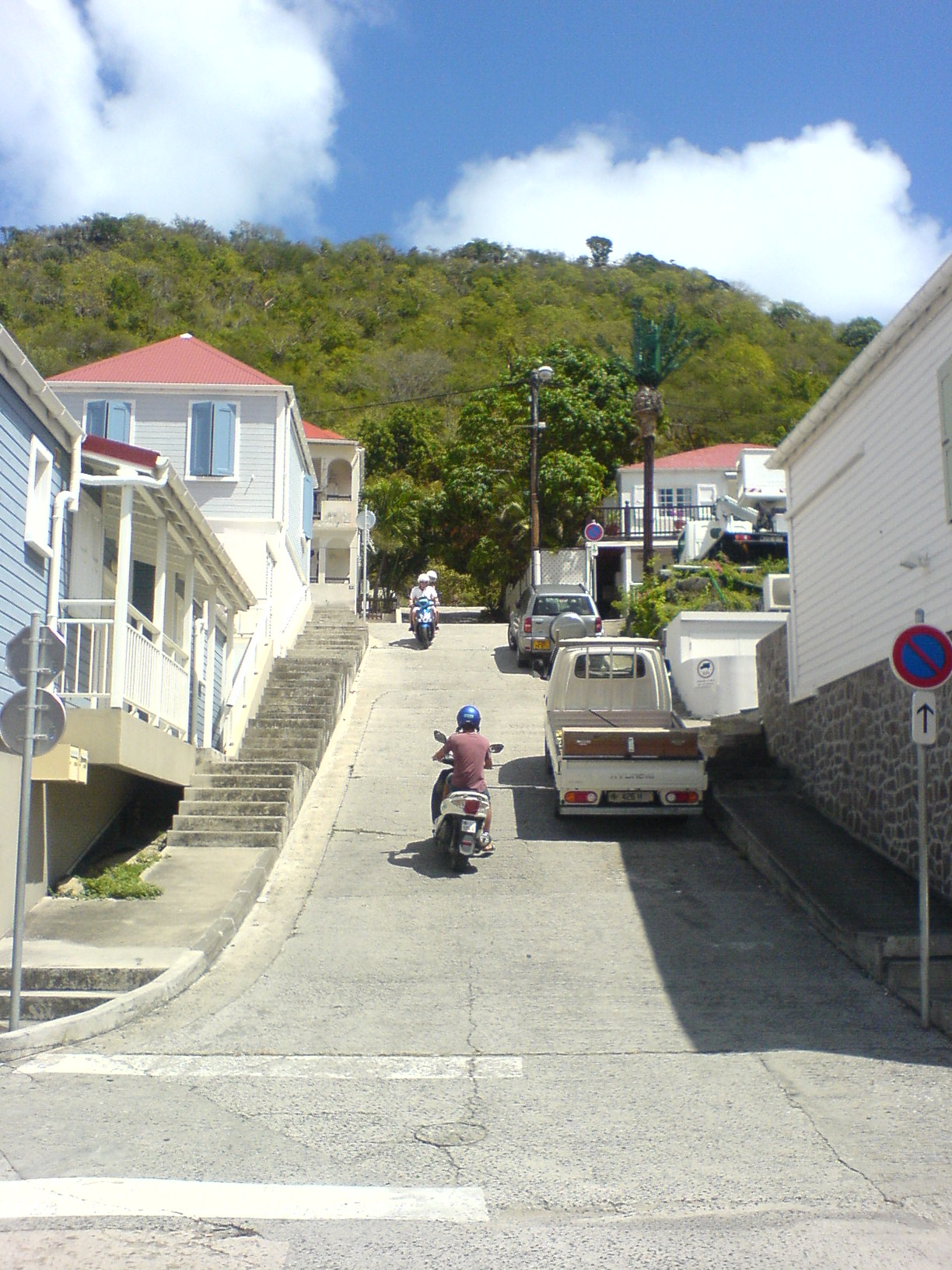
Steile straat in Gustavia
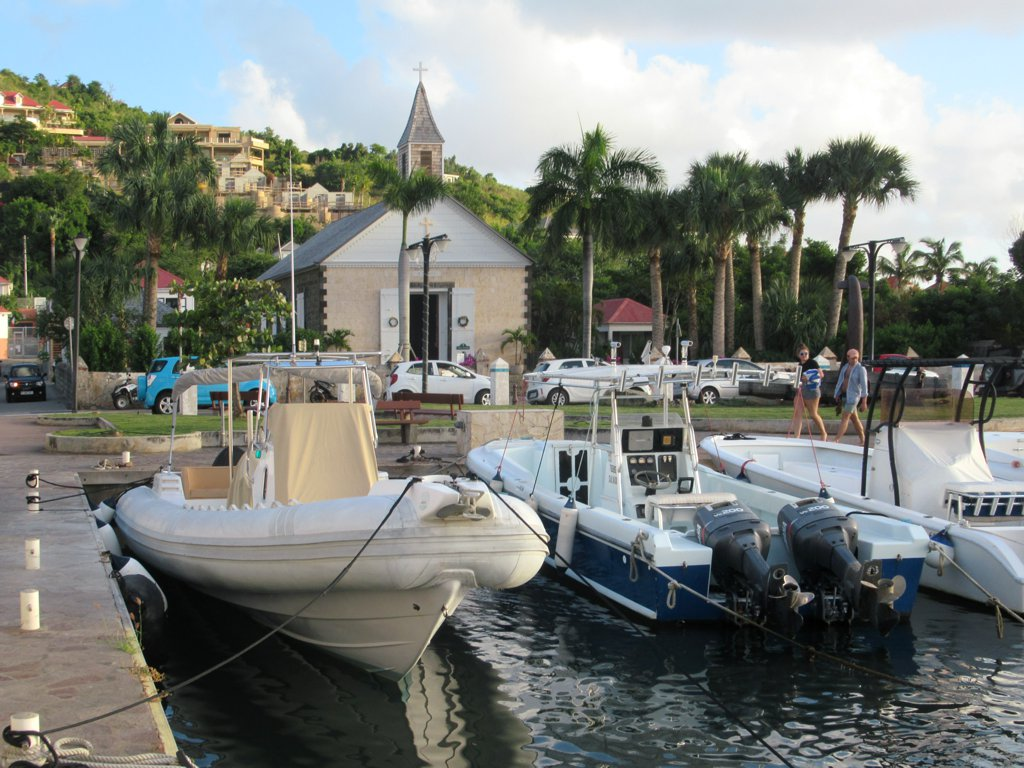
De Anglicaanse kerk

Anse de Colombier · Anse de Gouverneur · Anse de Grande Saline · Anse de Toiny · Plage de Saint-Jean · Shell Beach
Colombier · Corossol · Gouverneur · Gustavia · Lorient · Saint-Jean